# Jörn Klasen
Jörn Klasen (* 1951) ist ein deutscher Arzt für Innere Medizin, Anthroposophische Medizin und Naturheilkunde.

## Biografie
Klasen studierte in den Jahren 1970 und 1971 Volkswirtschaft und Soziologie; in den Jahren 1972 bis 1975 Heilpädagogik. Von 1975 bis 1976 war er als Gruppenleiter und Heimleiter tätig. Anschließend nahm er ein Studium der Humanmedizin auf, das er 1982 abschloss. In dieser Zeit dozierte er von 1980 bis 1988 zur Heilpädagogik. Nach seinem Studium bildete er sich zum Internisten mit den Schwerpunkten Gastroenterologie und Anthroposophische Medizin am DRK-Krankenhaus in Hamburg-Rissen, dem Gemeinschaftskrankenhaus Herdecke und der Filderklinik bei Stuttgart weiter. Von 1988 bis 1993 war er Oberarzt der Medizinischen Abteilung am DRK-Krankenhaus in Hamburg-Rissen, weitere zwei Jahre als kommissarischer Chefarzt.  Von 1995 bis 2009 leitete er als Chefarzt die Abteilung Innere Medizin, Anthroposophische Medizin und Palliativmedizin am Asklepios Westklinikum Hamburg. 2009 wechselte er als Chefarzt in das Zentrum für individuelle Ganzheitsmedizin. Seit Oktober 2015 arbeitet er im Medizinicum Stephansplatz, Hamburg in freier Praxis. 2012 konzipierte er zusammen mit Anne Fleck und Matthias Riedl die Fernsehsendung Die Ernährungs-Docs. Dort werden die Möglichkeiten der Ernährungstherapie aufgezeigt.

## Mitgliedschaften (Auswahl)
- Deutsche Gesellschaft für Innere Medizin
- Gesellschaft Anthroposophischer Ärzte Deutschlands

## Forschung
Klasen forschte unter anderem in Moskau zur Behandlung der chronischen Hepatitis C und führte Studien zur anthroposophischen Krebstherapie sowie zur Schmerztherapie durch. Von 1994 bis 2005 war er an der „Klinischen Studie des anthroposophischen Konzeptes zur Therapie der frühen chronischen Polyarthritis im Vergleich mit konventioneller Langzeittherapie“ des BMBF beteiligt.

## Publikationen (Auswahl)
- Jörn Klasen: Katamnestische Untersuchung erwachsener Stotternder, 1998.
- Jörn Klasen: Autoimmunerkrankungen: Den Gegner im eigenen Körper besiegen Taschenbuch, 1. Auflage, 24. August 2011, TRIAS-Verlag, S. 164, ISBN 978-3-8304-3820-5.
- Matthias Riedl, Anne Fleck, Jörn Klasen: Die Ernährungs-Docs – Starke Gelenke: Die besten Ernährungsstrategien bei Rheuma, Arthrose, Gicht & Co., 1. Auflage, ZS Verlag GmbH, München 2018, S. 192, ISBN 978-3-89883-745-3.
- Matthias Riedl, Anne Fleck, Jörn Klasen: Die Ernährungs-Docs – Starke Gelenke: Die besten Ernährungsstrategien bei Rheuma, Arthrose, Gicht & Co., 1. Auflage, ZS Verlag GmbH, München 2016, S. 246, ISBN 978-3-89883-561-9.
- Matthias Riedl, Anne Fleck, Jörn Klasen: Die Ernährungs-Docs – Diabetes: Mit der richtigen Ernährung Diabetes vorbeugen und heilen, 1. Auflage, ZS Verlag GmbH, München 2017, S. 192, ISBN 978-3-89883-661-6.
- Matthias Riedl, Anne Fleck, Jörn Klasen: Die Ernährungs-Docs - Gute Verdauung. 1. Auflage, ZS-Verlag, München 2018, ISBN 978-3-89883-822-1.
- Jörn Klasen: Runter mit dem Bluthochdruck. 1. Auflage, ZS-Verlag, München 2019, ISBN 978-3-89883-883-2.
- Jörn Klasen: Tschüss Fettleber.‘‘ 1. Auflage, ZS-Verlag, München 2022, ISBN 978-3-96584-213-7.